# Hugo Hartung (architekt)

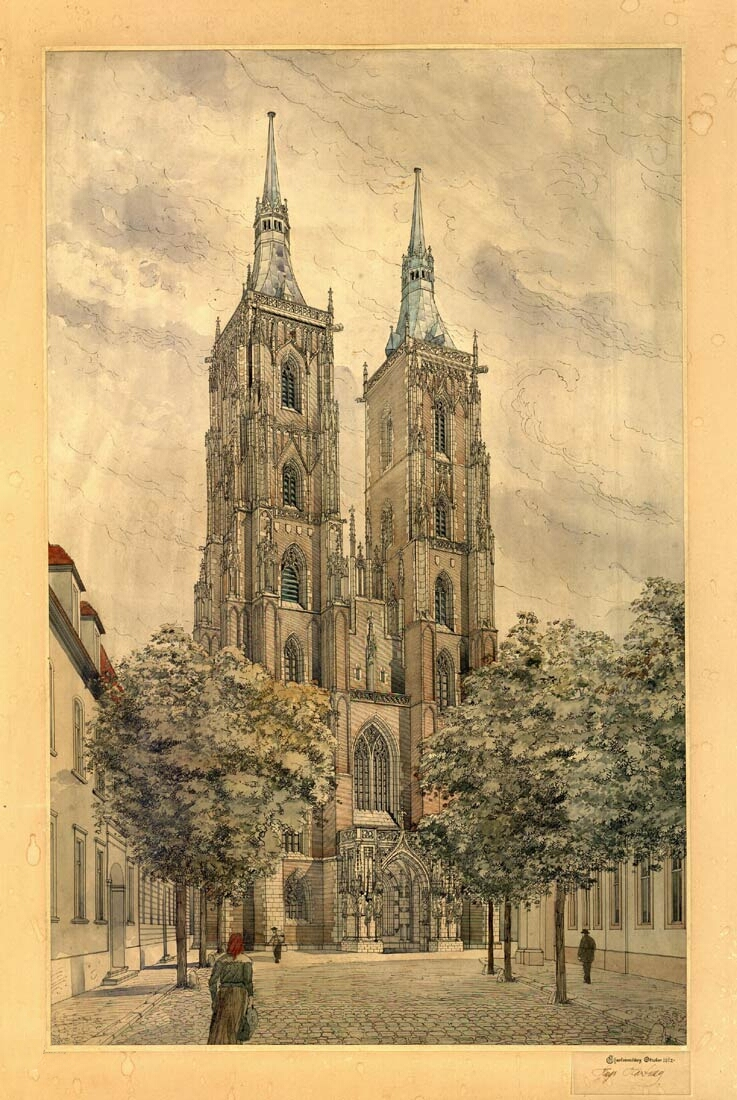
H. Hartung: Propozycja renowacji katedry we Wrocławiu, ok. 1910

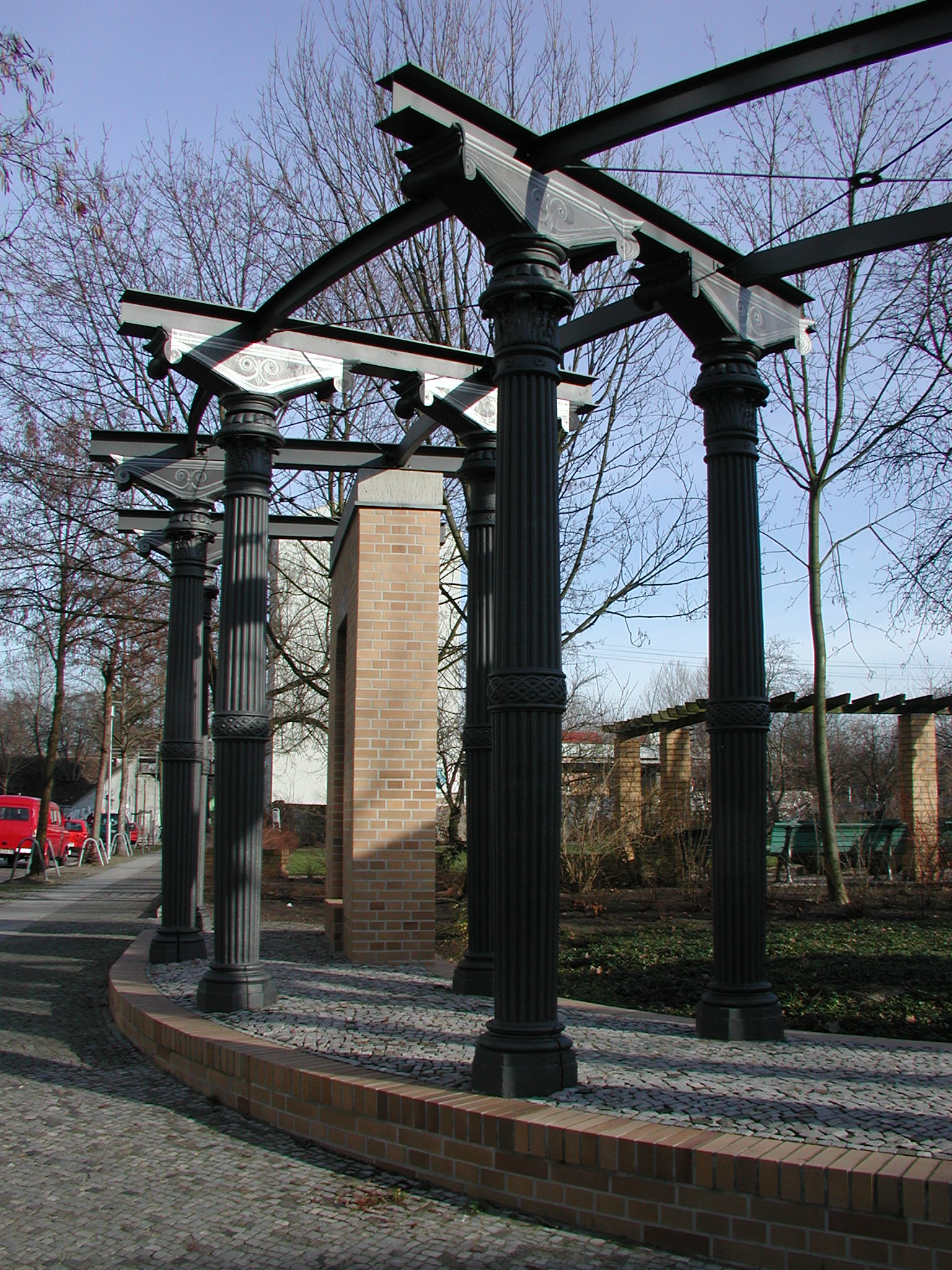
Pomnik kolumny Hartunga zbudowany z fragmentów wiaduktu nad Stadthausstrasse w Berlinie

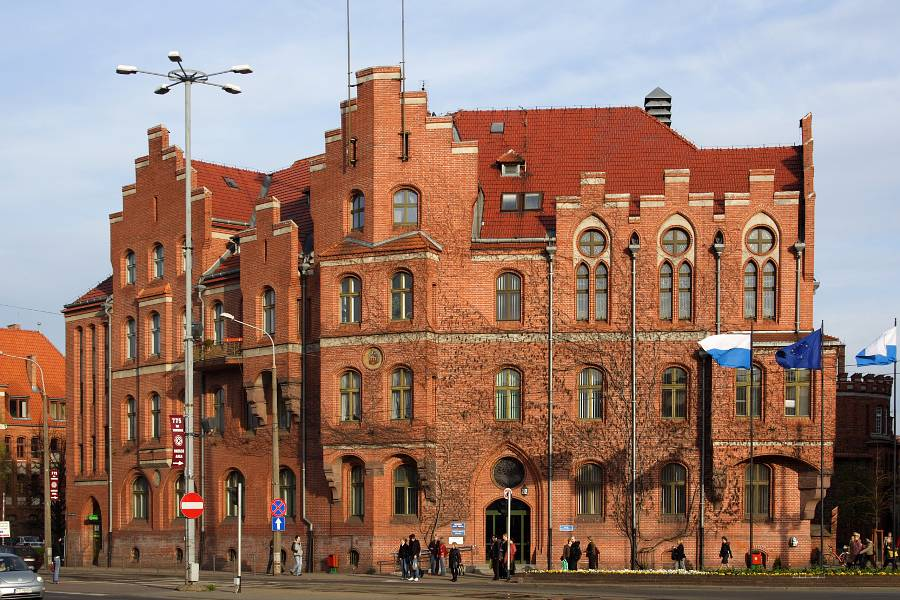
Budynek Urzędu Miasta w Toruniu z 1901 roku

Hugo Hartung (ur. 9 sierpnia 1855 w Jenie, zm. 21 grudnia 1932 w Großjena k. Naumburg (Saale)) – niemiecki architekt i historyk architektury. 
Projektant żeliwnego typu słupa, tzw. kolumny Hartunga, stosowanego jako standardowa konstrukcja zwłaszcza w budowlach kolejowych okolic Berlina na przełomie XIX i XX wieku.

## Życiorys
Hartung studiował budownictwo i architekturę na Wyższej Szkole Technicznej w Charlottenburgu, a do roku 1894 był tam asystentem. W 1895 habilitował się i pracował na zlecenie jako wykładowca architektury średniowiecznej. W 1899 został profesorem nadzwyczajnym, a rok później otrzymał powołanie na Wyższą Szkołę Techniczną w Dreźnie.
W Dreźnie pracował w latach 1900–1912 jako profesor zwyczajny architektury i projektowania oraz dyrektor instytutu architektury i projektowania. W latach 1904–1906 był kierownikiem działu architektury (dziekanem), a w roku akademickim 1909–1910 rektorem Wyższej Szkoły Technicznej. W 1912 powrócił na Wyższą Szkołę Techniczną w Berlinie-Charlottenburgu, gdzie do przejścia na emeryturę w 1920 był profesorem zwyczajnym architektury.

## Działalność
Hugo Hartung projektował domy prywatne (projekt zagospodarowania dzielnicy Grünewald w Berlinie) i budowle publiczne, brał również udział przy rozbudowach i renowacjach kościołów we wschodniej części ówczesnych Niemiec. Wiele z zachowanych obiektów znajduje się na terenie dzisiejszej Polski.
Hartung odznaczył się ponadto w budownictwie mostów. Zaprojektowany przez niego żeliwny typ słupa, tzw. kolumna Hartunga zwyciężył w zorganizowanym w 1880 konkursie na opracowanie podpór berlińskiej kolei średnicowej i był stosowany jako standardowa konstrukcja zwłaszcza w budowlach kolejowych okolic Berlina w latach 1882–1914, a w nieco zmienionej formie w kilku wiaduktach we Wrocławiu.

### Wybrane dzieła
- rekonstrukcja katedry w Miśni (z Carlem Schäferem)[3]
- 1897 – pałac w Ornontowicach w woj. śląskim[4]; w stylu eklektycznym z przewagą elementów neorenesansu północnego niderlandzkiego
- 1897–1899 – wieża kościoła św. Ducha w Toruniu o formach neobarokowych (pierwotny projekt wspólnie z Carlem Schäferem)
- 1899–1901 – siedziba Starostwa w Toruniu (obecnie Urząd Miejski); budynek o formach neogotyckich[5][6]
- budynek Starostwa w Gnieźnie
- dekoracja kamieniarska wież katedry we Wrocławiu
- 1902 – wieża cesarza Wilhelma w Arnstadt w Turyngii[7]
- 1901 – Kolumna Bismarcka na Bydgoskim Przedmieściu w Toruniu (z berlińskim rzeźbiarzem Harro Magnussenem, zburzona w 1926)